# Paddington (série de films)
Pour les articles homonymes, voir Paddington (homonymie).

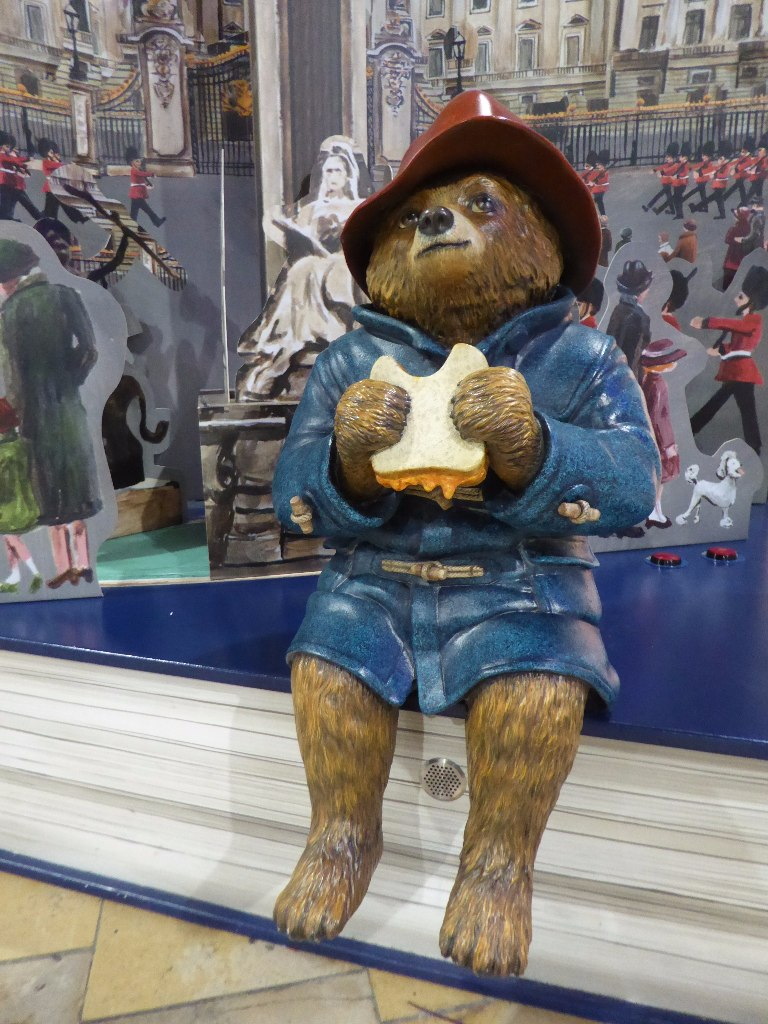
Statue de l'ours Paddington dans Londres réalisée à l'occasion de la sortie du deuxième film. Il s'agissait d'une campagne de communication pour laquelle de nombreuses statues représentant Paddington ont pu être aperçu à différents endroits dans Londres.

Paddington est une franchise médiatique basée sur le personnage de l'ours Paddington, créée par l'auteur britannique Michael Bond. La franchise a débuté avec le film Paddington de 2014. Une suite est sortie en 2017 et un troisième film est sorti en 2024.
Les films ont également donné naissance à une série télévisée, à un court métrage et à un spectacle musical. Dans tous les films ainsi que dans la série télévisée, Ben Whishaw assure la voix de Paddington en anglais et Guillaume Gallienne en français.

## Films

### Paddington
Il s'agit du premier et du seul film à être distribué par The Weinstein Company via le sous-label TWC-Dimension aux États-Unis, car les droits de la série de films ont été initialement vendus à Warner Bros. Pictures, puis à Columbia Pictures après le scandale Weinstein en octobre 2017.

### Paddington 2
En avril 2015, David Heyman a confirmé qu'il produirait le deuxième film de la franchise. Il a également été annoncé que Paul King réaliserait et coécrirait avec Simon Farnaby. En octobre 2016, le casting de Paddington – Hugh Bonneville, Sally Hawkins, Julie Walters, Jim Broadbent, Peter Capaldi, Madeleine Harris, Samuel Joslin, Ben Whishaw et Imelda Staunton – ont confirmé leur retour pour la suite, rejoints par les nouveaux membres du casting Hugh Grant et Brendan Gleeson. Le tournage principal a commencé le même mois. Framestore a fourni les effets visuels du film. Le tournage à Little Venice a duré trois jours. Le tournage a également eu lieu à la prison de Shepton Mallet,.

### Paddington au Pérou
En juin 2016, le PDG de StudioCanal, Didier Lupfer, a déclaré que le studio s'était engagé à réaliser un troisième film Paddington. En novembre 2017, David Heyman a déclaré à Digital Spy que même si le scénario d'un troisième film Paddington n'avait pas encore été développé, les discussions sur les lieux, les idées et les scènes avaient déjà commencé. En novembre 2018, Heyman a noté qu'un troisième film était toujours susceptible de se produire, mais que Paul King ne reviendrait pas à la réalisation, bien qu'il serait toujours impliqué dans une capacité créative importante. L'ancien réalisateur des films, Paul King, ne réalisera pas le film puisqu'il dirige le film Wonka. King sera le producteur exécutif du film et a écrit une histoire aux côtés de Simon Farnaby et Mark Burton sur un scénario de Burton, Jon Foster et James Lamont,.
Le 13 juin 2022, il a été annoncé que le titre du film sera Paddington au Pérou et qu'il sera réalisé par Dougal Wilson, le tournage principal devant désormais commencer en 2023, avec le retour de certains acteurs. En février 2023, Whishaw a déclaré qu'il n'avait pas encore lu de script et qu'il n'était pas sûr que le développement se poursuive.
En avril 2023, il a été confirmé que le tournage de Paddington au Pérou commencerait le 24 juillet,, malgré les informations selon lesquelles il avait été suspendu en raison de la grève SAG-AFTRA de 2023.  Olivia Colman est apparue dans le film, tandis que Sally Hawkins a quitté son rôle de Mary Brown.

### Fiche technique
|                             | Paddington (2014)       | Paddington 2 (2017)     | Paddington au Pérou (2024)                                                                      |
| --------------------------- | ----------------------- | ----------------------- | ----------------------------------------------------------------------------------------------- |
| Titre original              | Paddington              | Paddington 2            | Paddington in Peru                                                                              |
| Réalisateurs                | Paul King               | Paul King               | Dougal Wilson                                                                                   |
| Scénaristes                 | Paul King Hamish McColl | Paul King Simon Farnaby | Mark Burton Jon Foster James Lamont d'après une histoire de Paul King Simon Farnaby Mark Burton |
| Musique                     | Nick Urata              | Dario Marianelli        | Dario Marianelli                                                                                |
| Photographie                | Erik Wilson             | Erik Wilson             | Erik Wilson                                                                                     |
| Dates de sortie Royaume-Uni | 28 novembre 2014        | 10 novembre 2017        | 8 novembre 2024                                                                                 |
| Dates de sortie France      | 3 décembre 2014         | 6 décembre 2017         | 5 février 2025                                                                                  |
| Durée                       | 95 minutes              | 103 minutes             | 106 minutes                                                                                     |

### Distribution
Seulement les personnages apparaissant au moins à deux reprises.
| Personnage                     | Paddington (2014)     | Paddington 2 (2017)   | Paddington au Pérou (2024) |
| ------------------------------ | --------------------- | --------------------- | -------------------------- |
| Paddington (voix anglaise)     | Ben Whishaw           | Ben Whishaw           | Ben Whishaw                |
| Paddington (voix française)    | Guillaume Gallienne   | Guillaume Gallienne   | Guillaume Gallienne        |
| M. Henry Brown                 | Hugh Bonneville       | Hugh Bonneville       | Hugh Bonneville            |
| Mme Mary Brown                 | Sally Hawkins         | Sally Hawkins         | Emily Mortimer             |
| Judy Brown                     | Madeleine Harris (en) | Madeleine Harris (en) | Madeleine Harris (en)      |
| Jonathan Brown                 | Samuel Joslin         | Samuel Joslin         | Samuel Joslin              |
| Mme Bird                       | Julie Walters         | Julie Walters         | Julie Walters              |
| Tante Lucy (voix anglaise)     | Imelda Staunton       | Imelda Staunton       | Imelda Staunton            |
| Tante Lucy (voix française)    | Marion Game           | Marie-Martine         | Marie-Martine              |
| M. Gruber                      | Jim Broadbent         | Jim Broadbent         | Jim Broadbent              |
| Oncle Pastuzo (voix anglaise)  | Michael Gambon        | Michael Gambon        |                            |
| Oncle Pastuzo (voix française) | Gérard Dessalles      | Gérard Dessalles      |                            |
| M. Curry                       | Peter Capaldi         | Peter Capaldi         |                            |
| Phoenix Buchanan               |                       | Hugh Grant            | Hugh Grant                 |
| Dr Jafri                       |                       | Sanjeev Bhaskar       | Sanjeev Bhaskar            |
| M. Barnes                      |                       | Robbie Gee            | Robbie Gee                 |
| Colonel Lancaster              |                       | Ben Miller            | Ben Miller                 |
| Miss Kitts                     |                       | Jessica Hynes         | Jessica Hynes              |

## Productions dérivées

### Séries télévisées
En octobre 2017, il a été annoncé que StudioCanal produisait une série animée basée sur les films, dont le lancement est prévu fin 2018 ou début 2019. Il a été annoncé en février 2019 que la série serait lancée dans le monde entier en 2020 sur Nickelodeon, avec Ben Whishaw reprenant sa voix de Paddington,.
Le 20 novembre 2019, il a été annoncé que la série serait diffusée pour la première fois le 20 janvier 2020 après un aperçu diffusé le 20 décembre 2019.

### Court métrage
Pour le concert de musique « Platinum Party at the Palace » qui ouvrirait le Jubilé de Platine d'Elizabeth II, la Reine a joué dans un court métrage réalisé par Mark Burton pour ouvrir le concert dans lequel la Reine accueille l'ours Paddington (avec Whishaw reprenant son rôle) pour le thé en l'honneur du Jubilé. On voit la reine tolérer patiemment un Paddington en train de siroter du thé qui, réalisant son erreur, tente de lui servir du thé. Cependant, il piétine une pâtisserie sur la table et finit par recouvrir un valet de pied (joué par Simon Farnaby) de crème. Alors que l'ours offre à la reine un sandwich à la marmelade et lui dit qu'il en garde toujours un pour les urgences, la reine confie « Moi aussi » et, ouvrant son sac à main, lui dit : « Je garde le mien ici ». Plus tard, l'ours félicite la reine pour son règne en s'exclamant : « Joyeux jubilé, Madame. Et merci pour tout ». La séquence se termine avec la Reine et Paddington utilisant une cuillère pour taper le rythme de « We Will Rock You » de la Reine sur une tasse de thé.
La reine a passé environ une demi-journée à filmer le sketch au château de Windsor et l'a depuis gardé secret auprès de certains membres de sa famille. Un porte-parole du palais de Buckingham a déclaré : « Même si la reine n'assiste pas au concert en personne, elle tenait à ce que les gens comprennent à quel point cela signifiait pour elle et que tous ceux qui le regardaient passent un bon moment. [...] Sa Majesté est bien connue pour son sens de l'humour, il n'est donc pas surprenant qu'elle ait décidé de participer au sketch de ce soir. » 

### Comédie musicale sur scène
Une adaptation scénique musicale est en développement en 2024, basée sur les histoires originales et la série de films, et dont la sortie est prévue dans le West End de Londres en 2025. La comédie musicale est produite par Sonia Friedman Productions, StudioCanal et Eliza Lumley Productions pour le compte d'Universal Music UK et comportera de la musique et des paroles de Tom Fletcher, un livret de Jessica Swale et sera réalisée par Luke Sheppard.

### Projets
Lors de la convention Brand Licensing Europe 2024 à Londres, la PDG de StudioCanal, Françoise Guyonnet, et la directrice des ventes mondiales, Sissel Henno, révèlent que Canal+ travaillait déjà sur un quatrième film Paddington et une série télévisée dérivée, compte tenu de leur objectif de « transformer une marque patrimoniale en un phénomène mondial » en approfondissant « le voyage continu de Paddington d'un personnage classique à un phénomène culturel mondial », estimant les sorties des deux productions vers 2027 et 2028, date qui correspondrait au 70e anniversaire de la création de Paddington.